# Cepin
Cepin je vsestransko plezalno orodje, ki ga gornik uporablja pri napredovanju v snegu in ledu. Skupaj z derezami sestavljata kombinacijo za varnejšo hojo v zasneženih gorah. Cepin je sestavljen iz sedmih delov:
1. okel , ki je ukrivljen pod kotom 25º - 30º.
2. glava
3. lopatica, ki je najširši del cepina, ki se uporablja za kopanje. Ledno plezalno orodje ima namesto lopatice kladivo.
4. zapestna zanka, ki jo pritrdimo na zapestje z zaponko.
5. drsni obroček
6. ratišče, ki je na novejših cepinih kovinsko, spodnji del je lahko prevlečen z gumo, kar da boljši oprijem.
7. konica. Plezalec zabode cepin v smeri konice v sneg, da mu nudi večjo stabilnost, ravnotežje in varnost.

Dolžina dolgega cepina se giblje od 40 do 90 cm. Krajši cepini dolžine 45 do 60 cm so primernejši za plezanje, ki imajo ukrivljano ratišče, da ščitijo prste pred udarci. Daljši cepini dolžine 60 do 80 cm so pa prikladnejši za hojo po snegu in imajo ravno ratišče. Tudi naklonina in dolžina oklov se razlikuje, bolj nagnjeni so namenjenu plezanju. V zadnjem času se pojavljajo posebej oblikovani cepini, namenjeni plezanju kombiniranih plezalnih smeri, oziroma plezanju brez paščkov.
Prvotni cepini so imeli leseno ratišče, ki se je kljub impregnaciji napilo vode. Na mrazu je nato zmrznilo in se tudi zlomilo ob močnejšem udarcu.